# Charlie Pace (Izgubljeni)
Charlie Pace je izmišljeni lik iz televizijske serije Izgubljeni čija radnja prati preživjele putnike zrakoplovne nesreće koji su se srušili na tropskom tajanstvenom Otoku. Lik je utjelovio glumac Dominic Monaghan, a Charlie je u prve tri sezone bio jedan od glavnih likova serije dok se u ostalim sezonama pojavljivao u gostujućoj ulozi.
Charlie je u Pilot epizodi predstavljen kao jedan od glavnih likova serije. U radnji koja se prikazuje prije zrakoplovne nesreće, Charlie je prikazan kao član rock skupine Drive Shaft. U početku se Charlie na otoku bori s problemom vlastite ovisnosti o drogi. U konačnici se uspijeva oduprijeti ovisnosti ponajviše zahvaljujući romantičnoj vezi s Claire Littleton (Emilie de Ravin) te glumeći očinsku figuru njezinom novorođenčetu Aaronu. Uz sve to, Charlie također postaje prisan prijatelj s Hugom "Hurleyjem" Reyesom (Jorge Garcia) i Desmondom Humeom (Henry Ian Cusick).
U trećoj sezoni serije Charlie se započinje suočavati s neizbježnom vlastitom smrti nakon što mu je Desmond u nekoliko navrata predvidi. U posljednjoj epizodi treće sezone, Through the Looking Glass, Charlie se utapa na taj način žrtvujući samoga sebe u nadi da će spasiti preostale preživjele putnike. Zbog nelinearne prezentacije događaja i natprirodnih elemenata u seriji, Charlie će se nakon smrti pojaviti nekoliko puta u četvrtoj i šestoj sezoni serije.